# قالی‌شویان
آیین سنتی و مذهبی قالی‌شویان فین کاشان و روستای خاوه اردهال که همه ساله در دومین جمعه مهرماه در مشهد اردهال در ۴۲ کیلومتری غرب کاشان برگزار می‌شود، تنها آیین مذهبی اسلامی است که به تقویم خورشیدی برپا می‌شود. در این مراسم نمادین، شرکت‌کنندگان که از منطقه فین برای برگزاری این مراسم آمده‌اند، در حالی که چوب‌هایی به دست دارند، قالی را به عنوان پیکر نمادین علی بن محمد باقر در چشمه‌ای می‌شویند.
این مراسم در فهرست میراث معنوی کشور ثبت شده و در دسامبر ۲۰۱۲ در فهرست میراث فرهنگی و معنوی یونسکو نیز به ثبت رسیده است.
برخی از محققان و نویسندگان سابقه آیین قالی‌شویان را در جشن مهرگان و آیین‌های کهن ایرانی ریشه‌یابی می‌کنند.

## آیین قالیشویان فین کاشان و خاوه اردهال

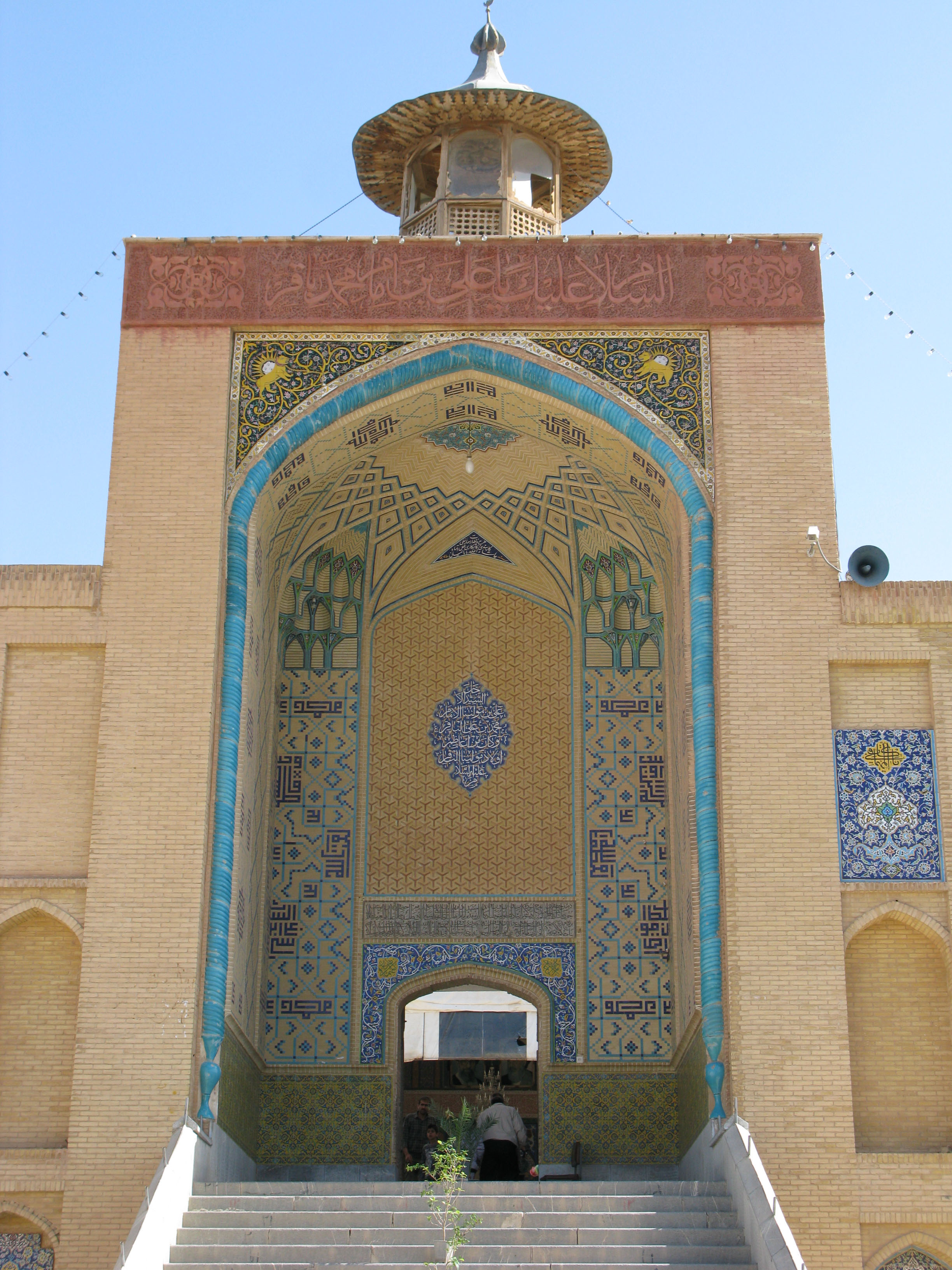

سنت قالی‌شویان توسط اهالی فین و خاوه اردهال همه ساله در دومین جمعه مهرماه (نزدیکترین جمعه به ۱۱ مهرماه که سالروز کشته‌شدن سلطانعلی بن محمدباقر است) برگزار می‌گردد.
در روز برگزاری مراسم اهالی روستای خاوه اردهال یکی از قالی‌های درون بنای امامزاده را به صورت لوله شده (به عنوان قالی‌ای که به هنگام شهادت در تابوت او بوده و پیکر امامزاده را در آن پیچیده بوده‌اند)، بر دوش جوانان قرار داده و بعد از برگزاری مراسم نوحه خوانی و عزاداری درون امامزاده، آن را تحویل اهالی فین می‌دهند و آنان قالی را به سوی چشمه‌ای که در حدود چند صد متری شرق بنا واقع است، می‌برند.

به دنبال این دسته، گروهی دیگر که هر یک چوبدستی بلندی را بر دست دارند، حرکت می‌کنند و با تکان دادن چوبدستی در هوا به نبردی نمادین با قاتلین امامزاده می‌پردازند. قالی بر کنار چشمه به زمین می‌آید و آب چشمه را به نشانه غسل دادن امامزاده بر آن می‌افشانند و آنگاه دوباره آن را به سوی بنا بازمی‌گردانند. پیش از ورود قالی به آرامگاه، چوب بدستان با دویدن و تکان دادن چوب‌ها و فریاد و شعارهای مهیج، اقدام به رجزخوانی و نبرد با قاتلان امامزاده را دنبال می‌کنند. رسیدن حاملان قالی به درگاه ورودی امامزاده و سپردن آن به اهالی روستای خاوه اردهال که می‌بایست آن را به درون ببرند، همراه با تشریفات خاصی است.
در کتاب‌های متعددی مانند امامزادگان معتبر، زندگانی سلطان بن علی و هلال بن علی نوشته عزیز امامت، تاریخ کاشان نوشته عبدالرحیم کلانتر ضرابی و کتاب تاریخ قم و... غیره به این مراسم اشاره شده‌است. با وجود قدمت این مراسم، برای بسیاری این آیین هنوز ناشناخته مانده‌است. قرار گرفتن بارگاه او در یک مسیر فرعی که مرکزیت شهری ندارد و همچنین عدم ارائه آثار علمی و تحقیقی مستند در این باره از دلایل ناشناخته ماندن سلطانعلی  است.

## شرکت کنندگان و نحوه اجرای مراسم

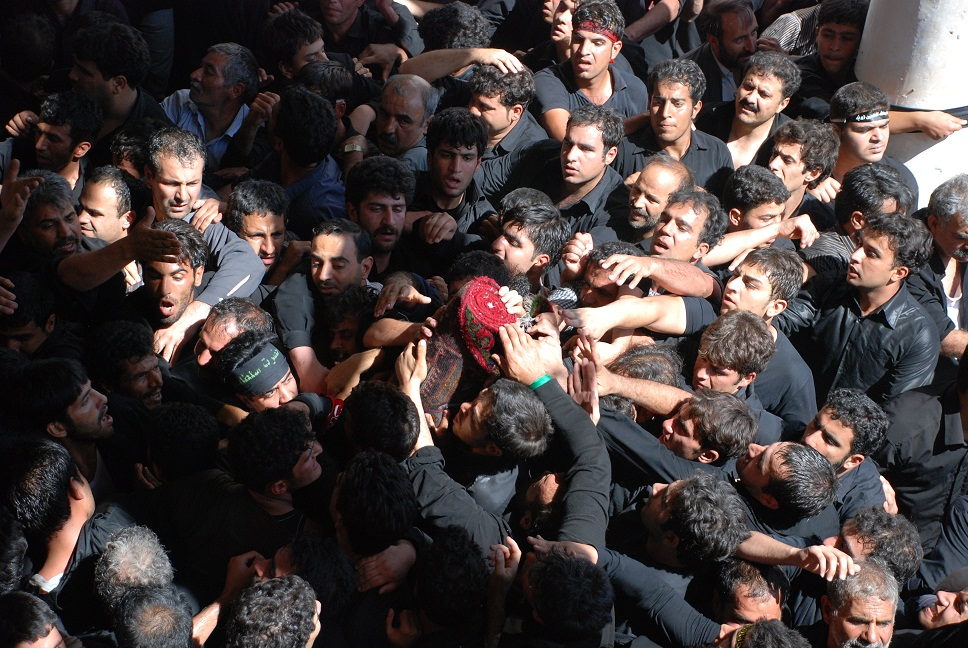
مراسم سنتی مذهبی قالیشویان فین

خبرگزاری ایرنا در سال ۱۳۸۴ تعداد شرکت‌کنندگان در مراسم را ۲۰۰ هزار نفر برمی‌شمارد. نحوه اجرای مراسم بدین صورت است که کلیه اهالی فین، هرکدام چوبی به دست دارند و در صحن اصلی و مرکزی بنام صحن صفا اجتماع می‌کنند و عده‌ای هم در صحن شاهزاده حسین با آداب خاصی به چوب به دستان صحن صفا می‌پیوندند و پس از روضه خوانی و سینه زنی و سخنرانی متولیان امامزاده، نمایندگان روستای خاوه اردهال قالی مقدس را به معتمدین و اهالی فین تحویل می‌دهند. کسانی که قالی را تحویل می‌گیرند، آن را از ایوان صفا به داخل صحن صفا می‌آورند و چوب دستی‌هایشان را در هوا تکان می‌دهند و حسین حسین گویان، قالی مقدس را در یک مسیر مشخص به سوی نهر آب شاهزاده حسین می‌برند و آن را شست‌وشو می‌دهند. پس از شست‌وشوی قالی مقدس، اهالی فین، آن را از مسیر دیگری به داخل صحن فینی‌ها آورده، با تشریفات خاصی مجدداً تحویل اهالی خاوه می‌دهند و پس از چندین بار دور زدن در اطراف صحن و سینه زنی و گفتن حسین حسین در صحن فینی‌ها، مراسم تا سال بعد خاتمه می‌پذیرد.

شست‌وشوی قالی فقط به وسیله اهالی چوب به دست فین و با اجتماع مردم و زوّار در کنار نهر آب تاریخی باریکرسف، در دومین جمعه مهرماه، حوالی ظهر انجام می‌شود. انجام این مراسم با تقویم مخصوص، به خاطر آن است که مراسم [قالیشویی] با اینکه مراسمی مذهبی است، در حقیقت رگه‌هایی از چندین آیین ملی را با خود همراه دارد.

## ریشه‌های تاریخی و اسطوره‌ای
بهرام بیضایی دربارهٔ آیین قالی‌شویان معتقد است که با توجه به برگزاری این مراسم در مهرگان به مدت یک هفته می‌توان نتیجه گرفت که این آیین بازمانده‌آیین نمایشی محلّی و بومی با مضمون داستان سیاوش است که طبیعتاً این آیین پس از اسلام تغییر شکل داده و شکل دیگری به خود گرفته‌است.
برخی نیز معتقدند این آیین یادمانی از آیین‌های ستایش و نیایش تشتر و طلب باران بوده؛ به همین شگل گمان می‌رود که بنای امامزاده نیز در اصل یکی از نیایشگاه‌های باستانی تشتر در ایران بوده‌است.

## در آثار دیگران
- جلال آل احمد در کتاب ارزیابی شتاب زده در مقاله «مهرگان در مشهد اردهال» مراسم را آن گونه که خود از نزدیک شاهد بوده‌است تعریف می‌کند.[۹]
- علی حاتمی در فیلم طوقی (۱۳۴۹) به مراسم قالی شویان اشاره می‌کند که البته در آن زمان زیر تیغ سانسور قرار می‌گیرد و حتی کلمه مشهد اردهال از دیالوگ بازیگران حذف می‌شود.
- فیلم مستند «مشهد قالی» ساخته ناصر تقوایی، ۱۳۵۰.